# Compositeur (logiciel)
Pour les articles homonymes, voir Compositeur (homonymie).

Gestionnaire de fenêtres de type compositeur.

Le Compositeur Wayland combine les fonctions d'un serveur d'affichage avec les fonctions d'un Compositeur comme Quartz Compositor.

Un compositeur est un logiciel capable de réaliser des effets visuels en stockant provisoirement les images dans une mémoire tampon pour les modifier avant de les afficher. Typiquement le compositeur pourra composer une image à partir de deux images différentes pour réaliser des effets de transparence, d'ombres portées etc.
Compiz (Ubuntu), Kwin (KDE) ou Mutter (GNOME 3) pour systèmes GNU/Linux notamment, sont des exemples de gestionnaires de fenêtres libres dotés de cette fonction.
La composition d'images étant gourmande en calculs, elle doit être accélérée pour offrir des performances acceptables. Sous systèmes GNU/Linux, à l'exception de Metacity (GNOME 2) qui utilisait les fonctions 2D du processeur graphique à cet effet (via XRender), la plupart des autres compositeurs d'images recourent aux fonctions 3D du processeur graphique (via OpenGL), permettant des effets spectaculaires (les images peuvent être dessinées sous forme de textures auxquelles il est alors possible d'appliquer des transformations géométriques).

## Exemples
- Compiz
- Kwin
- Metacity
- Mutter